# Team America: World Police
Team America: World Police (en Hispanoamérica: "Equipo América: Policía Mundial", en España: "Team América: La policía del mundo"), es una película de género comedia y acción animada con marionetas para adultos y estrenada en el año 2004. La película es obra de Matt Stone y Trey Parker, creadores de la controvertida serie animada South Park. Al igual que South Park, Team America ha llegado al punto de ser una película que ha dado de que hablar por su extraña combinación entre humor negro con escenas de acción sugestiva, además del original diseño de las marionetas (de las cuales resaltan los tipos de ojos en los personajes).

## Sinopsis
La película empieza con el Equipo en París, intentando hacer que cuatro terroristas, que traían una ADM (Arma de Destrucción Masiva), se entreguen por las buenas, pero lo hacen por las malas. Al creer su trabajo terminado, después de destruir la Torre Eiffel, el Arco del Triunfo y el Louvre, Carson, un miembro del equipo, le propone matrimonio a Lisa. En ese momento, Carson es disparado a muerte por un terrorista que sobrevive, para luego ser abatido por Chris y Joe. Luego de morir Carson, Spottswoode, el líder del equipo, convence a Gary Johnston, un actor de Broadway, de ayudarlos a detener el ataque con su actuación. Él se niega, pero luego de aprender de los veteranos de guerra, acepta. Mientras tanto, en Corea del Norte, Kim Jong Il discute con el líder de los terroristas por no aceptar su entrega con la excusa de que está reclutando más terroristas. Gary ya en la base del equipo, que es en el Monte Rushmore, es convertido en un "árabe". Spottswoode explica al equipo que su misión es en El Cairo, donde en una taberna se reúnen terroristas. Luego de ser descubiertos y luego de una gran persecución, el equipo logra acabar con los terroristas, destruyendo también la mitad de El Cairo. Gary con el equipo festejan su triunfo, mientras que después Lisa y Gary hablan de cómo murió su hermano Tommy por su actuación en un zoológico. Pero ahora lo puede superar, ya que su actuación salvó al mundo. Pero Lisa no desea amarlo, a menos que le prometa que nunca morirá. Ella le promete que si lo hace, hará el amor con él. Gary lo promete y Lisa cumple su promesa. 
A la mañana siguiente, los terroristas realizan su ataque en el Canal de Panamá, ahogando a toda la población. Spottswoode le cuenta la noticia al equipo, echándole la culpa a INTELIGENCIA, la computadora que les anunció la taberna de El Cairo, ya que parece que los derkaderkastanos eran los responsables. A todo esto, INTELIGENCIA intercepta las identidades de los terroristas, pero también el equipo es acusado de volar el Canal de Panamá por sus acciones en El Cairo. Gary dice que "lo hizo otra vez" y se marcha, deprimiendo al equipo, el cual se va a detener a los derkaderkastanos, pero los atacan aviones terroristas y coreanos y son capturados. Mientras tanto, Gary está deprimido en un bar tomando cerveza y un hombre se le acerca diciendo que no se preocupe, mientras dice que hay tres tipos de gentes: penes, vaginas y anos, a lo que Gary vomita y es echado del bar. En Hollywood, la FAG es convocada por Kim Jong Il por una reunión por la paz mundial, mientras el equipo es torturado, donde Kim Jong Il revela que destruirá el mundo con bombas que puso en todo el mundo. Gary decide volver, pero ve que la base está destruida (porque Michael Moore entró con una bomba), entonces ruega a Spottswoode que le deje ayudar al equipo. Spottswoode se resiste un poco, pero después lo permite a cambio de una felación como prueba de confianza. Gary llega a Corea del Norte, donde elimina algunos guardias, libera al equipo y pelean todos contra George Clooney, Ethan Hawke, Janeane Garofalo y Liv Tyler, y se separan, Gary con Chris y Joe con Sara. Luego de matar Gary a Susan Sarandon y Sara a Sean Penn y Danny Glover, pelean contra Helen Hunt, Samuel Jackson, Matt Damon y Tim Robbins, llegan al escenario y Gary, para convencer al público que ellos quieren ayudarlos, comparó al equipo con los penes, a la FAG con las vaginas y a Kim Jong Il con los anos, según el relato del hombre del bar. Kim Jong Il mata a Alec Baldwin por no lograr reconvencer al público, pero Lisa, que estaba atada en el mismo balcón de Kim Jong Il, lo patea para que caiga y muere. Gary sube a detener la cuenta regresiva y desata a Lisa. Ellos se besan y Spottswoode le cuenta a los representantes del mundo sobre que él le chupó el pene para dejarlo ayudar al equipo. Pero una cucaracha alienígena sale de la boca de Kim Jong Il y se va en una nave. La película termina con el equipo de nuevo con sus vehículos reparados.

## Reparto
- Trey Parker como Gary Johnston / Joe Smith / Carson / Kim Jong-il / Hans Blix / Matt Damon / Tim Robbins / Sean Penn / Michael Moore / Helen Hunt / Peter Jennings / Susan Sarandon / Borracho en un bar / Liv Tyler / Janeane Garofalo
- Matt Stone como Chris Roth / George Clooney / Danny Glover / Ethan Hawke / Martin Sheen
- Kristen Miller como Lisa Jones
- Masasa como Sarah Wong
- Daran Norris como Spottswoode
- Phil Hendrie como I.N.T.E.L.L.I.G.E.N.C.E. / Chechenos terrorista
- Maurice LaMarche como Alec Baldwin
- Chelsea Marguerite como madre francesa
- Jeremy Shada como Jean Francois
- Fred Tatasciore como Samuel L. Jackson
- Scott Land, Tony Urbano y Greg Ballora como titiriteros principales

La película también presenta a un  hombre vestido como una estatua gigante de Kim Il-sung, dos gatos negros, dos tiburones nodriza y una cucaracha, con la diferencia de tamaño con las marionetas tocadas por un efecto humorístico. Un cartel de las Barbi Twins apareció en la valla publicitaria en Times Square, lo que convirtió a las Gemelas en los únicos humanos que no son marionetas en la película.

## Curiosidades
- En una escena eliminada, cuando Gary va a entrar a la taberna, Joe le cuenta a Gary de la muerte de Carson. Por eso, en la escena anterior a la escena de Gary y Lisa teniendo sexo, Gary le dice a Lisa: "Sé lo de Carson, sé lo que sientes."

- En la escena cuando lo hacen parecer a Gary como un árabe, justo cuando Sara se seca el sudor de la frente, se puede escuchar un orgasmo. Tal vez es un suspiro.

- Trey Parker y Matt Stone interpretaron a la mayoría de los personajes.

- Datos: Q907640